# È pericoloso sporgersi (film)
È pericoloso sporgersi è un cortometraggio del 1984 scritto e diretto da Jaco Van Dormael, di genere drammatico e fantascientifico, interpretato da Mathieu Chemin, Joëlle Waterkeyn e Dirk Pauwels. Il film fu girato in Belgio nel 1984 e fu prodotto da Iblis Films (Bruxelles). Il titolo è in italiano nell'originale. Van Dormael si basò sulla storia di È pericoloso sporgersi per scrivere la sceneggiatura del suo successivo film Mr. Nobody del 2009.

## Trama
Il film percorre i possibili futuri del figlio di un capostazione, che ha divorziato dalla moglie a seguito di un litigio. Il bambino a sei anni è costretto a decidere con chi di loro due crescerà. Al momento della separazione, quando il padre se ne va in treno, il bambino si mette a rincorrerlo.
In una linea temporale nella quale non riesce a raggiungere il padre, il bambino sarà costretto a stare con la madre povera. Il bambino cresce diventando uno squilibrato e dopo aver aggredito un uomo che stava eseguendo uno dei lavori alla ferrovia come faceva suo padre, viene ricoverato in un manicomio. Alla fine riesce a fuggire buttandosi da una finestra, ma poi si rende conto di essere morto nella caduta.
Nell'altra, nella quale riesce a raggiungere il treno in partenza col padre, il bambino cresce diventando un uomo colto e una celebrità, ma una volta arrivato a cinquant'anni, mentre scende da un treno, viene ucciso a colpi di pistola da un assassino che si trovava nella folla di gente radunata alla stazione.
Nel finale, il bambino ha visto i destini che lo attendono con entrambe le scelte. Ora che sa cosa lo aspetta, non sa decidersi: anziché raggiungere il padre o restare con la madre, si allontana imboccando un'altra strada.

## Riconoscimenti
Il film vinse il Grand Prix del concorso internazionale del Festival international du court métrage de Clermont-Ferrand e ricevette il premio del pubblico per il miglior cortometraggio belga al Festival internazionale del cinema fantastico di Bruxelles del 1985. Il film successivamente fu proiettato all'Osaka European Film Festival. Nel 2011 è stato riproposto al Sottodiciotto Filmfestival di Torino nella retrospettiva dedicata a Jaco Van Dormael.